# Robustagramma dilatatum
Robustagramma dilatatum är en tvåvingeart som beskrevs av Marshall och Xiaolong Cui 2005. Robustagramma dilatatum ingår i släktet Robustagramma och familjen hoppflugor. Inga underarter finns listade i Catalogue of Life.